# Solopiano
Solopiano è una raccolta del cantautore italiano Giovanni Truppi, pubblicata il 7 marzo 2017 dall'etichetta Woodworm.
L'album contiene una selezione di brani del cantautore eseguiti piano e voce ed è stato pubblicato in un'edizione in vinile a tiratura limitata.

## Tracce
Testi e musiche di Giovanni Truppi.
1. La domenica – 4:09
2. Superman – 5:04
3. Lettera a papa Francesco I – 4:52
4. Scomparire – 5:45
5. La nostra ultima notte d'amore – 4:12
6. Come una cacca secca – 7:02
7. Tutto l'universo – 6:14
8. La mia felicità – 4:00